# Relaciones Argentina-México
La Repúbilca Argentina y los Estados Unidos Mexicanos establecieron relaciones diplomáticas en 1888. Ambas naciones son miembros de la Asociación Latinoamericana de Integración, Comunidad de Estados Latinoamericanos y del Caribe, G-20, Naciones Unidas y la Organización de Estados Americanos.

## Historia de las relaciones diplomáticas
Tanto Argentina como México comparten una historia común en el hecho de que ambas naciones fueron partes integrantes  del Imperio Español. Durante la época de los virreinatos españoles en América, México era entonces conocido como Nueva España, y la capital era la Ciudad de México; mientras que Argentina primero fue gobernada desde el Virreinato del Perú en Lima y en 1776, España creó el Virreinato del Río de la Plata donde la capital se estableció en Buenos Aires. En 1810, Argentina y México declararon su independencia de España obteniendo la independencia oficialmente en 1816 y 1821, respectivamente.
El primer contrato diplomático oficial entre las nuevas naciones independientes fue en 1824, cuando el presidente mexicano Guadalupe Victoria envió una carta al gobierno de Argentina declarando que "América tiene una causa: su unidad e independencia" En 1880, Argentina envió su primer cónsul residente a México; y en 1891, México retribuyó el gesto y envió a su primer cónsul residente a Argentina. El 20 de diciembre de 1888, ambas naciones establecieron relaciones diplomáticas.
En mayo de 1914, México y los Estados Unidos estaban a punto de declararse la guerra el uno al otro por el Incidente de Tampico. En ese momento, Argentina, Chile y Brasil fueron apodados los países ABC debido a las siglas de sus nombres. Para prevenir la guerra entre los dos países norteamericanos, diplomáticos de las tres naciones sudamericanas se reunieron con funcionarios de México y Estados Unidos en Niagara Falls, ON, Canadá, para evitar una guerra entre ellos. La conferencia de paz terminó en éxito y la guerra fue anulada.
En 1927, Argentina y México elevaron sus misiones diplomáticas a las embajadas. Desde entonces, las relaciones diplomáticas entre las dos naciones han continuado sin cesar. En 1960, el presidente mexicano Adolfo López Mateos se convirtió en el primer jefe de Estado de México en realizar una visita a la Argentina. Desde entonces, ha habido varias visitas presidenciales entre ambas naciones respetuosamente. 
En la década de 1970 durante las dictaduras militares en Argentina, miles de exiliados políticos buscaron asilo en México. En 1982, la Argentina y el Reino Unido se declararon la guerra entre sí por la Guerra de las Malvinas. México permaneció neutral sobre las reclamaciones de Argentina sobre las islas durante la guerra; sin embargo, hoy apoya la eventual posesión de las islas por parte del país sudamericano.
Ambas naciones han abogado por un mayor comercio bilateral y una interacción más estrecha entre Mercosur (del cual Argentina es parte) y la Alianza del Pacífico (del cual México es parte). 
En el marco de la Semana Mundial del Espacio de la Organización de las Naciones Unidas celebrada entre el 8 y 10 de octubre de 2020, el canciller mexicano, Marcelo Ebrard y el canciller de argentina, Felipe Solá, firmaron el 9 de octubre el acuerdo que tiene el fin de crear la Agencia Latinoamericana y Caribeña del Espacio (ALCE).
En febrero de 2021, el presidente argentino, Alberto Fernández, realizó una visita a México y se reunió con el presidente mexicano, Andrés Manuel López Obrador. Durante su estadía en México, el presidente Fernández visitó una planta de AstraZeneca de vacuna COVID-19 en el municipio de Ocoyoacac, Méx. que proporcionará vacunas a ambas naciones (y otras naciones de América Latina). Es la segunda visita de Alberto Fernández, quien había viajado a México en noviembre de 2019 como presidente electo; en su primer destino internacional tras ganar las elecciones. Ambas naciones también celebraron 132 años de relaciones diplomáticas.
En diciembre de 2023 se produciría un impasse diplomático cuando el nuevo presidente argentino, Javier Milei, insultó públicamente al Presidente de México, a sus votantes y emitió frases agraviantes hacia los mexicanos. El presidente argentino se había generado múltiples conflictos diplomáticos con otros países, tras varios ataques verbales, insultos y agresiones; lo que llevó a la Argentina un aislamiento diplomático con algunos países de la región.
En 2024, con motivo de la asunción de la nueva presidenta de México, el gobernador de la provincia de Buenos Aires, Axel Kicillof asistió como representante de los argentinos en la ceremonia, ya que el gobierno derechista no quiso enviar ninguna delegación. 

## Visitas de alto nivel

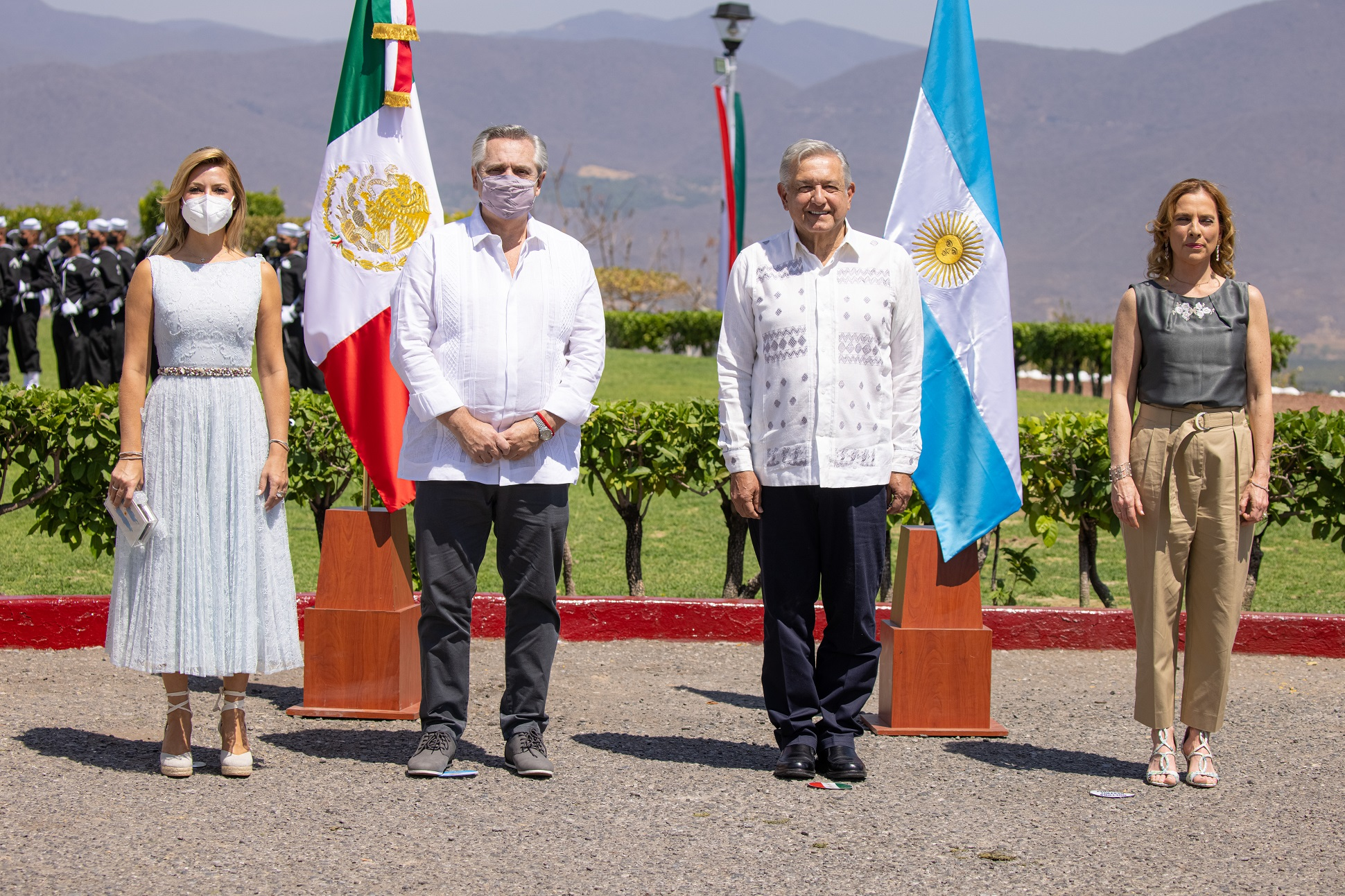
El presidente mexicano Andrés Manuel López Obrador junto con el presidente argentino Alberto Fernández en Iguala, México; febrero de 2021.

Visitas presidenciales de Argentina a México
- Presidente Raúl Alfonsín (1985, 1986, 1987)
- Presidente Carlos Menem (1991, 1997)
- Presidente Fernando de la Rúa (2000)
- Presidente Eduardo Duhalde (2002)
- Presidente Néstor Kirchner (2004, 2007)
- Presidenta Cristina Fernández de Kirchner (2010, 2011, 2012)
- Presidente Alberto Fernández (2019, 2021)

Visitas presidenciales de México a Argentina
- Presidente Adolfo López Mateos (1960)
- Presidente Luis Echeverría (1974)
- Presidente Miguel de la Madrid Hurtado (1984)
- Presidente Carlos Salinas de Gortari (1990, 1992)
- Presidente Ernesto Zedillo (1995, 1996)
- Presidente Vicente Fox (2002, 2004, 2005)
- Presidente Felipe Calderón Hinojosa (2008, 2010)
- Presidente Enrique Peña Nieto (2016, 2018)

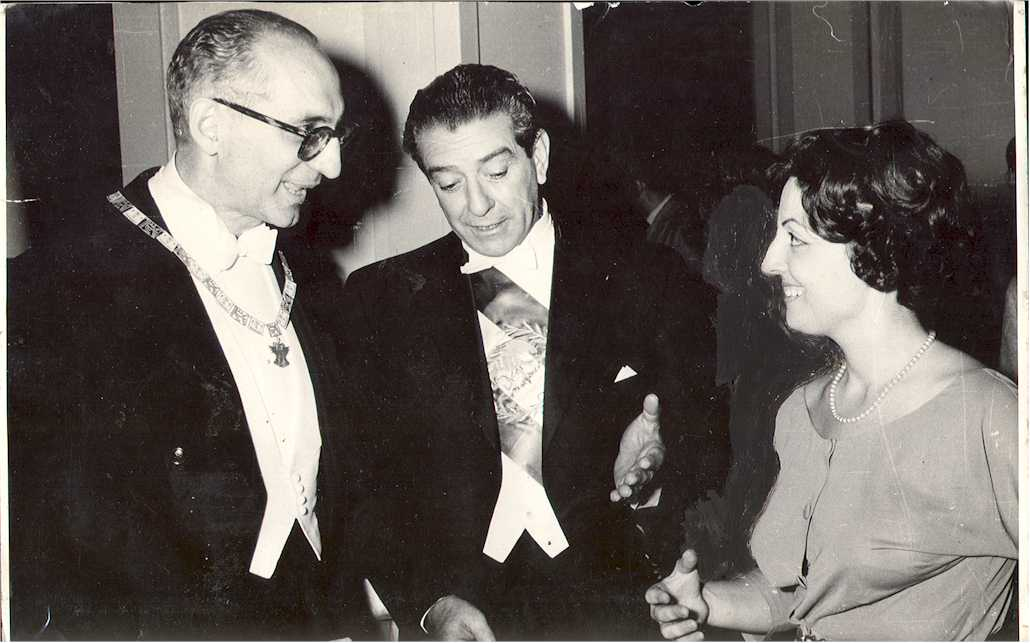
El presidente mexicano Adolfo López Mateos en una visita de estado a Argentina reuniéndose con el presidente argentino Arturo Frondizi en Buenos Aires; 1960.
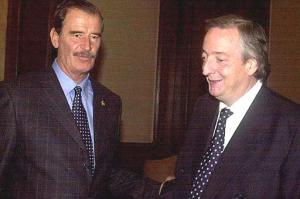
El presidente Vicente Fox junto con el presidente Néstor Kirchner en Monterrey, México; enero de 2004.
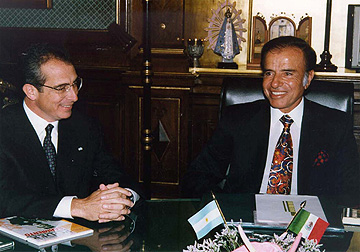
El presidente Ernesto Zedillo y el presidente Carlos Menem en Buenos Aires; noviembre de 1996.
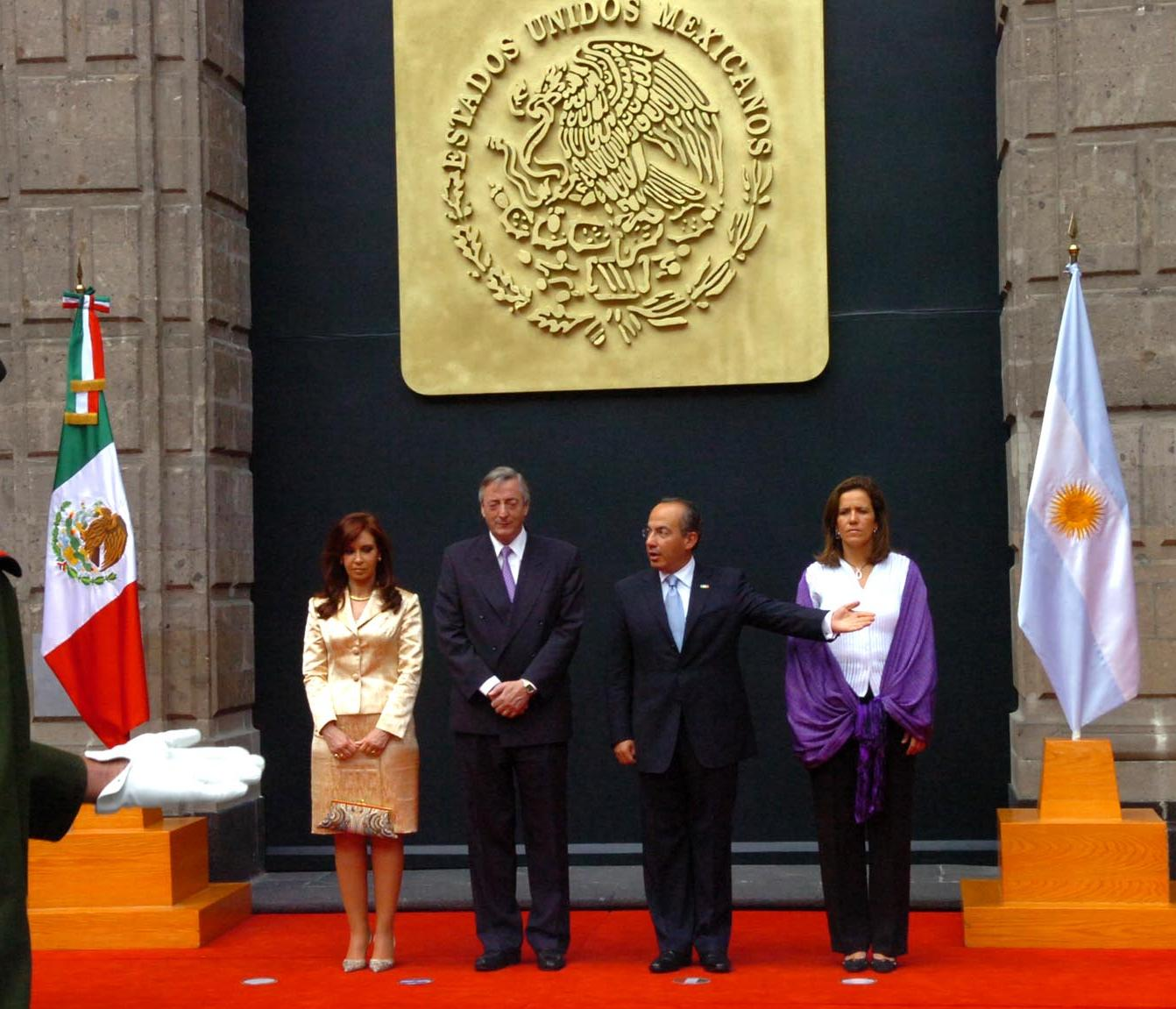
El presidente Néstor Kirchner y el presidente Felipe Calderón en la Ciudad de México; julio de 2007.
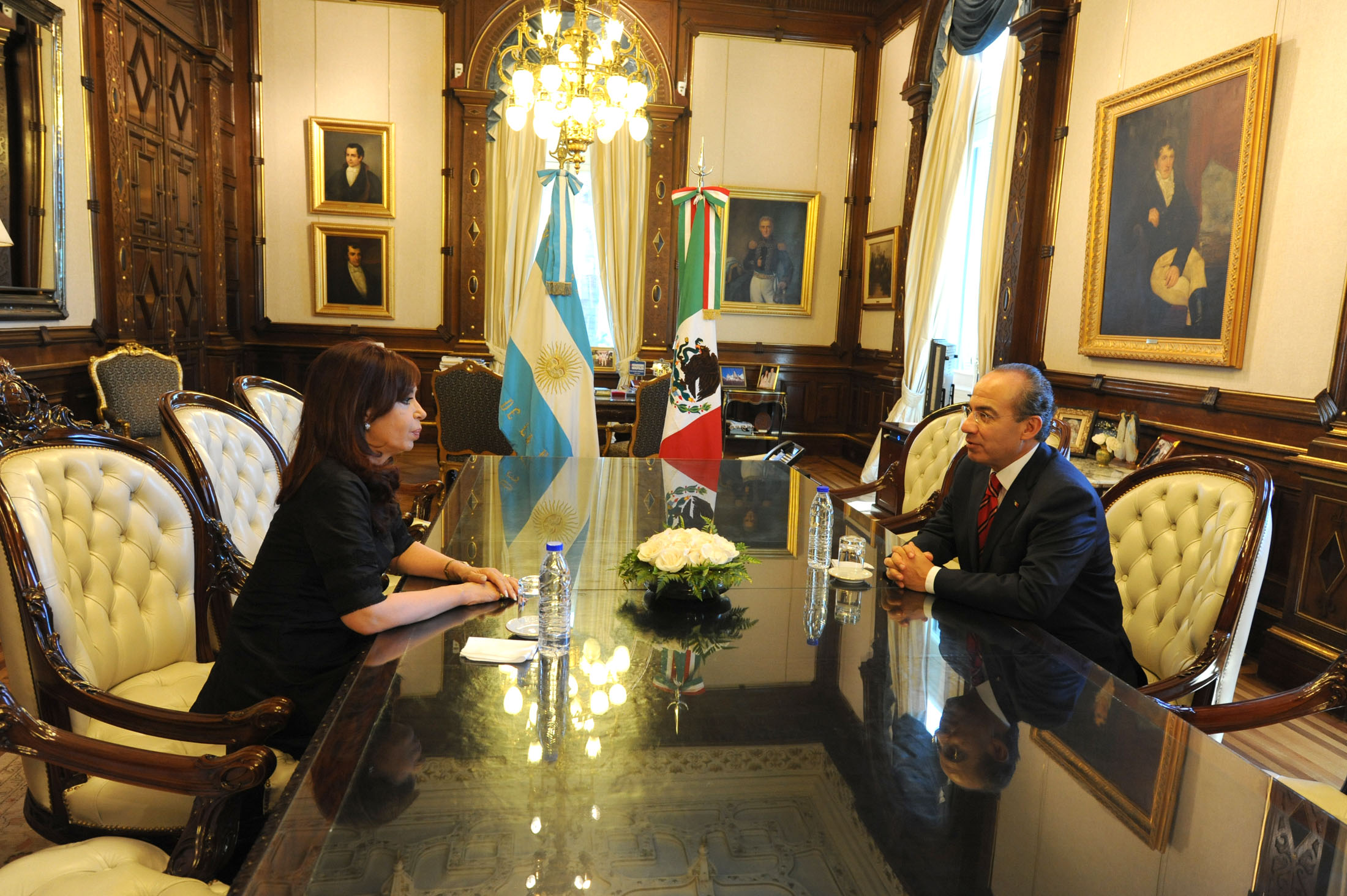
La presidenta Cristina Fernández de Kirchner junto con el presidente Felipe Calderón en Buenos Aires; 2010.
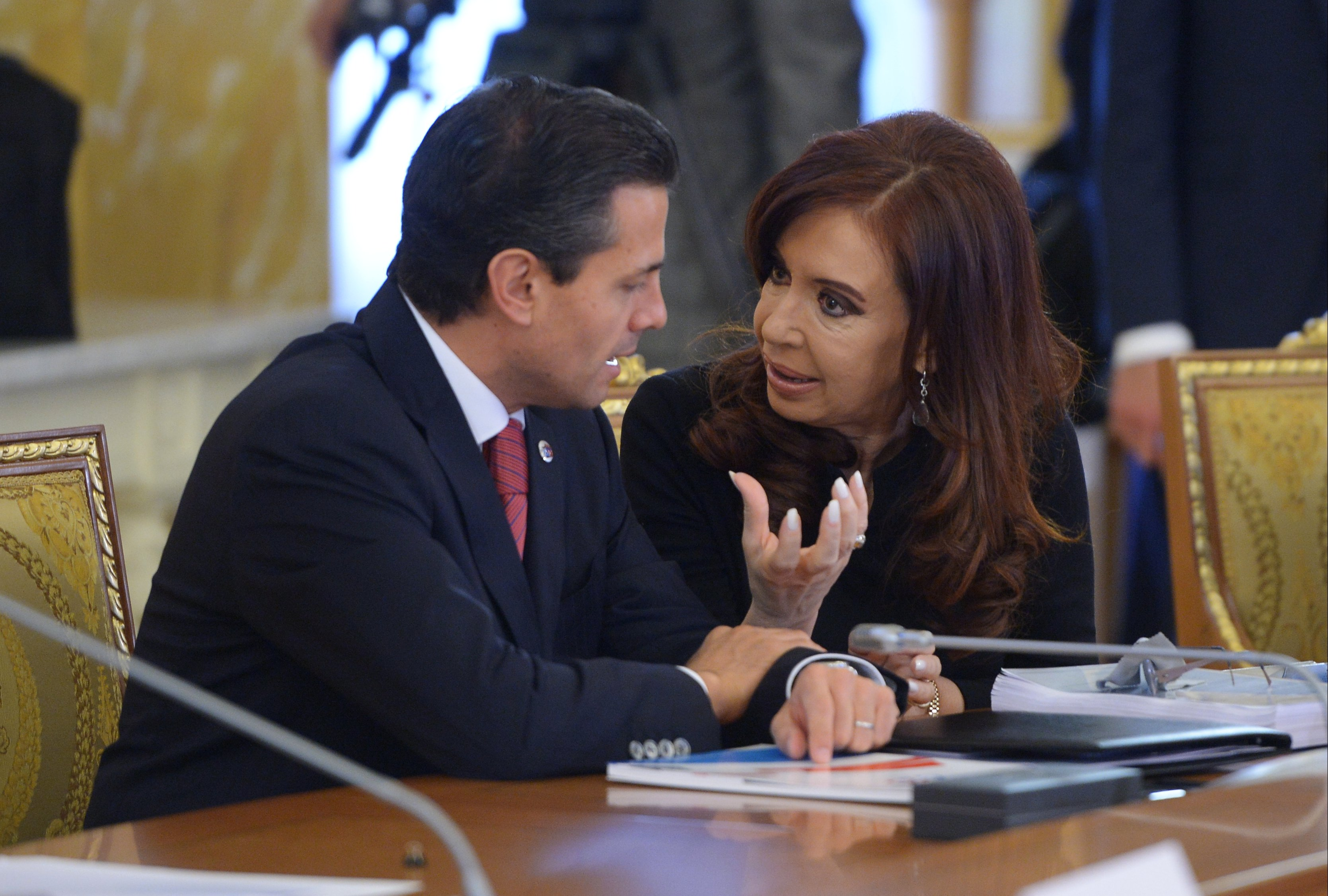
El presidente Enrique Peña Nieto y la presidenta Cristina Fernández de Kirchner en San Petersburgo, Rusia; septiembre de 2013.
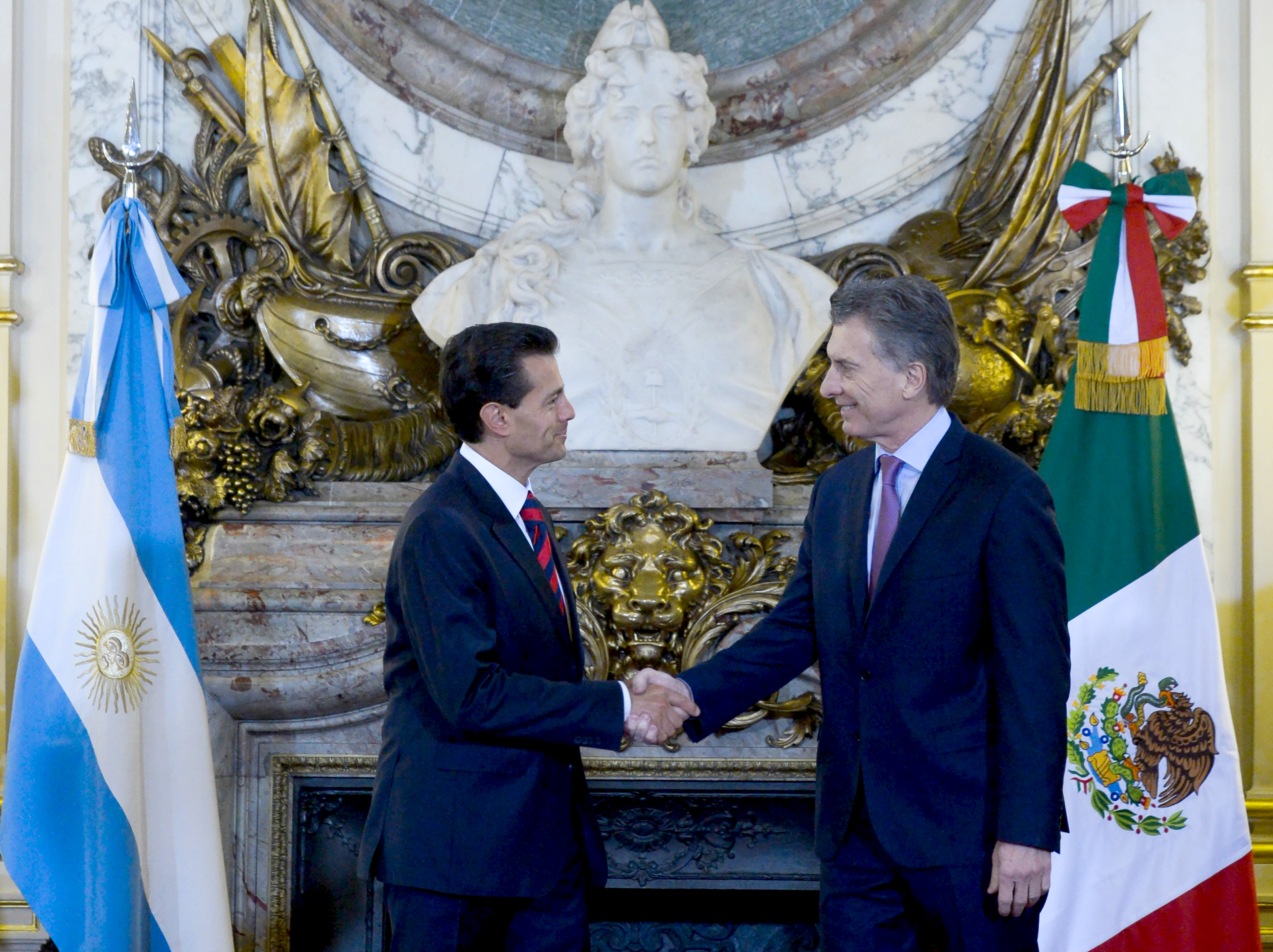
El presidente Enrique Peña Nieto junto con el presidente Mauricio Macri en Buenos Aires; julio de 2016.

## Acuerdos bilaterales
Ambas naciones han firmado numerosos acuerdos bilaterales, como un Acuerdo de Arbitraje (1902); Acuerdo sobre transporte aéreo (1969); Acuerdo de Cooperación Económica (1984); Acuerdo sobre Planificación Económica y Social (1984); Acuerdo sobre la transferencia de nacionales condenados y el cumplimiento de las penas penales (1990); Acuerdo de Cooperación para la Lucha contra el Abuso y el Tráfico Ilícito de Estupefacientes y Sustancias Psicotrópicas (1992); Acuerdo de Cooperación Turística (1992); Acuerdo de Cooperación Técnica y Científica (1996); Acuerdo de Cooperación en Coproducción Cinematográfica (1996); Acuerdo para la Promoción y Protección Recíproca de Inversiones (1996); Acuerdo de Cooperación Cultural y Educativa (1996); Acuerdo sobre el reconocimiento mutuo de títulos, diplomas y grados académicos de educación superior (1997); Acuerdo sobre la reciprocidad en el uso de satélites y la transmisión y recepción de señales de satélites para la prestación de servicios satelitales (1997); Acuerdo de Cooperación para el uso Pacífico de la Energía Nuclear (2002); Tratado de Extradición (2011); Tratado de Cooperación sobre Asistencia Jurídica en Materia Penal (2014); Acuerdo de cooperación, asistencia administrativa mutua e intercambio de información en materia aduanera (2014) y un Acuerdo para evitar la doble imposición y prevenir la evasión fiscal en relación con los impuestos sobre la renta y la equidad (2015).

## Transporte
Hay vuelos directos entre Argentina y México con Aerolíneas Argentinas y Aeroméxico.

## Relaciones comerciales
A lo largo de los años, el comercio bilateral entre Argentina y México ha aumentado sustancialmente. En 2023, el comercio entre las dos naciones sumó más de $2.3 mil millones de dólares. Las exportaciones argentinas a México incluyen: aluminio, piel de vaca (cuero), medicina y minerales crudos. Las exportaciones de México a Argentina incluyen: automóviles y partes, electrónica (teléfonos móviles) y productos químicos.
Empresas multinacionales argentinas que operan en México son Bridas, Grupo Arcor y Techint (entre otros). Empresas multinacionales mexicanas que operan en la Argentina son América Móvil, Cemex, Cinépolis, Claro, Coppel, Grupo Bimbo, Grupo Rotoplas, Mabe y Orbia (entre otros).

## Misiones diplomáticas residentes

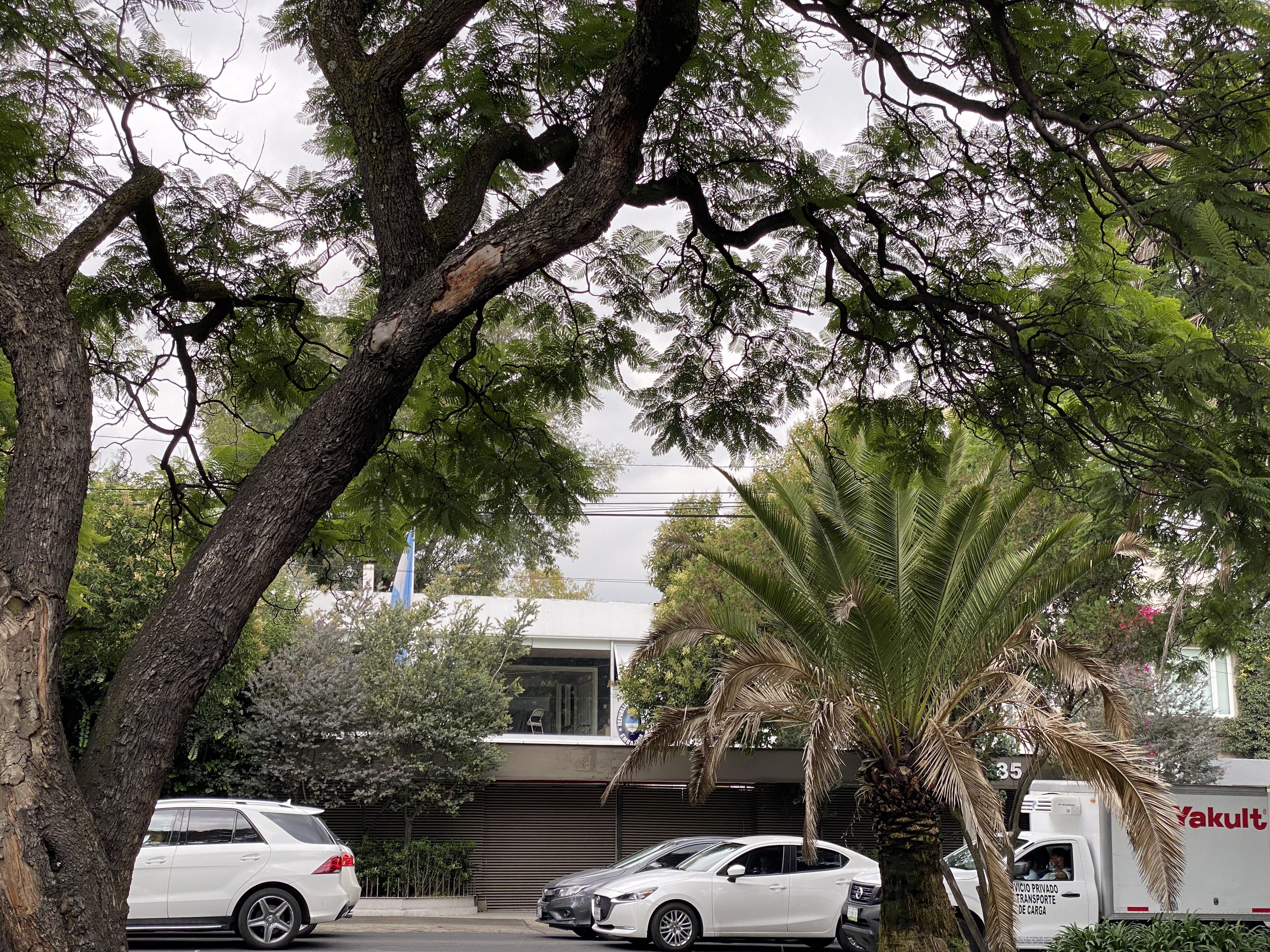
Embajada de Argentina en la Ciudad de México

- Argentina tiene una embajada y un consulado-general en la Ciudad de México y un consulado en Playa del Carmen.[14]
- México tiene una embajada en Buenos Aires.[15]